# Hypena conspersalis
Hypena conspersalis är en fjärilsart som beskrevs av Otto Staudinger 1888. Hypena conspersalis ingår i släktet Hypena och familjen nattflyn. Inga underarter finns listade i Catalogue of Life.